# 科勒维尔
科勒维尔（法語：Colleville，法語發音：[kɔlvil]）是法国滨海塞纳省的一个市镇，属于勒阿弗尔区。

## 地理
科勒维尔（49°44'56"N, 0°27'5"E）面积7.39 平方千米，位于法国诺曼底大区滨海塞纳省，该省份为法国北部沿海省份，其西部及北部濒大西洋英吉利海峡，东起顺时针与索姆省、瓦兹省、厄尔省和卡爾瓦多斯省接壤。
与科勒维尔接壤的市镇（或旧市镇、城区）包括：昂热维尔-拉马尔泰勒、费康、圣埃莱娜-邦德维尔、塞讷维尔叙费康、图桑、瓦尔蒙。

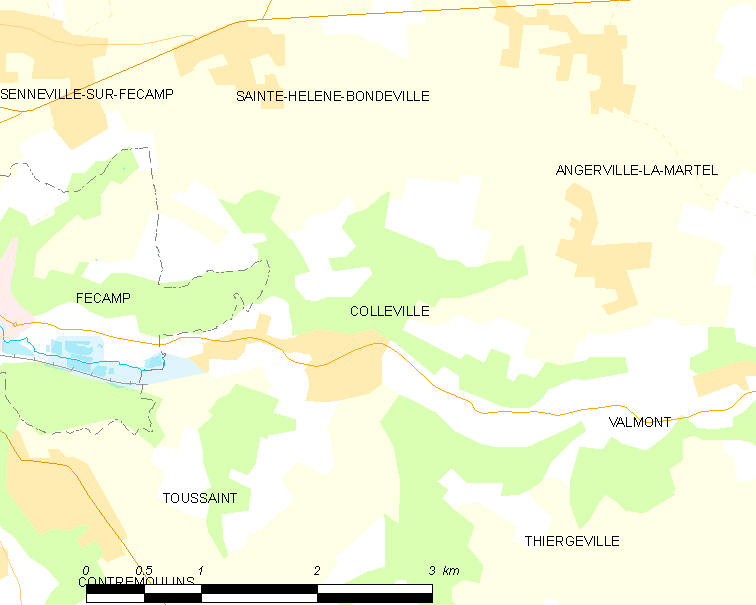
科勒维尔的OSM定位图

科勒维尔的时区为UTC+01:00、UTC+02:00（夏令时）。

## 行政
科勒维尔的邮政编码为76400，INSEE市镇编码为76183。

## 政治
科勒维尔所属的省级选区为费康县。

## 人口

1962-2008年间科勒维尔人口变化图示

科勒维尔于2022年1月1日时的人口数量为766人。